# Рудка (приток Турьи)
Рудка — река на Украине, в пределах Ковельского района Волынской области. Левый приток Турьи (бассейн Днепра).

## Описание
Длина реки 31 км, площадь бассейна 167 км². Долина нечётко выражена. Пойма заболоченная, шириной 0,5 км. Ширина русла до 4 м. Уклон реки 0,8 м/км. Скорость течения умеренная и составляет 0,1 м/сек. В средней части течения и низовьях построена система мелиоративных каналов.
Бассейн реки Рудка расположен в пределах лесной зоны Волынской области. Протекает по равнинной территории области. Берёт начало в 1,5 км к юго-западу от села Залесцы, в пределах Волынской гряды. Течёт в восточном — северо-восточном направлении. Впадает в Турью к юго-западу от села Гишин.
На реке расположены небольшие населённые Ковельского района: сёла Тупалы, Перевесье, Кругель, Красноволя.
Питание реки смешанного типа (снеговое, дождевое и подземное питание). Ледостав с середины декабря до начала марта.